# 東方紗廠

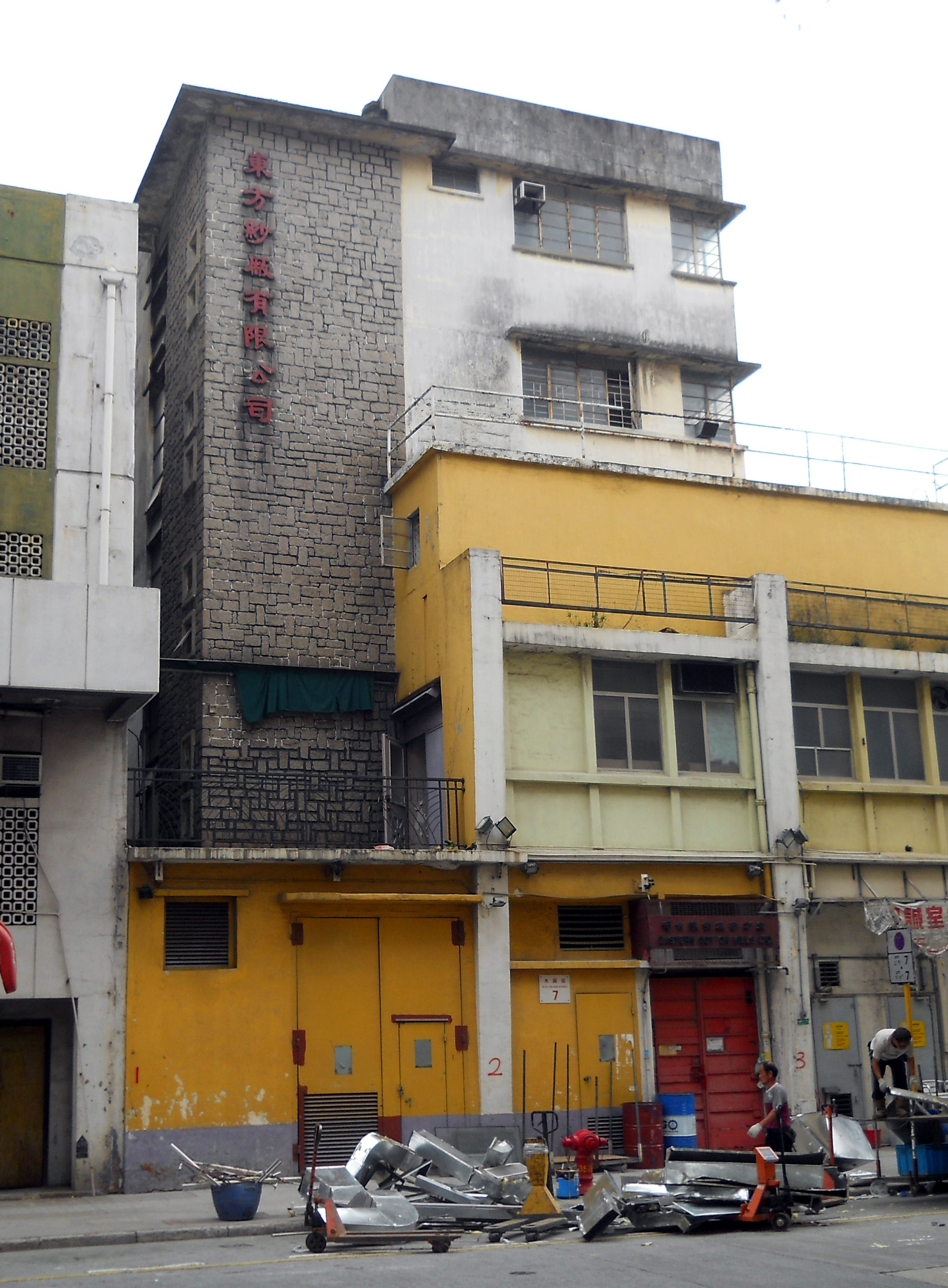
東方紗廠外貌（2012年）

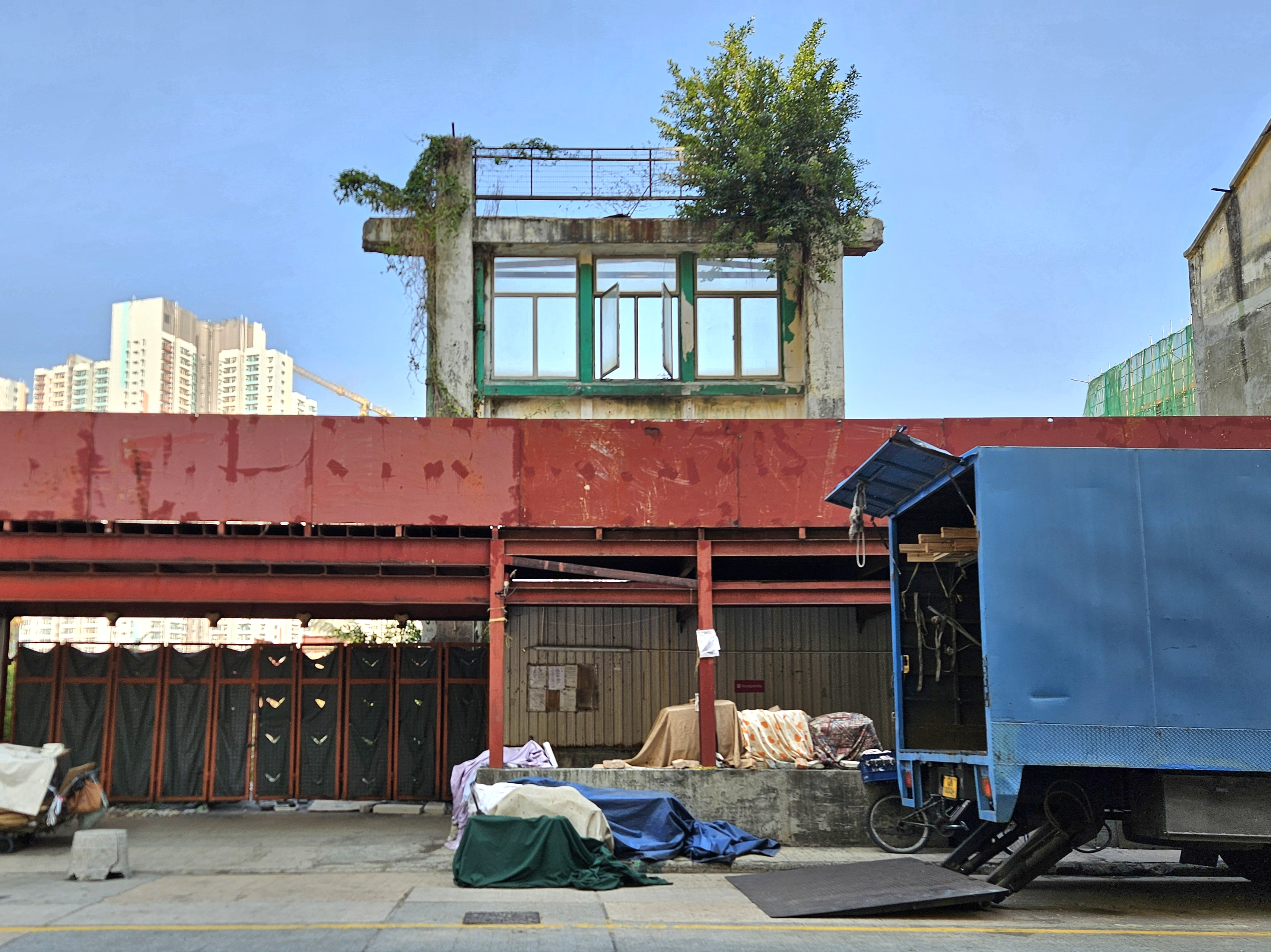
東方紗廠僅留下一幅不能反映其建築特色的外牆立面（2025年）

東方紗廠（英語：Eastern Cotton Mills）位於香港九龍城區馬頭角木廠街7號的工業大廈，在1954年興建，1981年廠房結業後改為倉庫用途。廠房具1950年代實用主義建築風格，2010年11月10日獲古物諮詢委員會列為香港三級歷史建築。
因業主與香港特區政府就保育方案未能達成共識，東方紗廠最終於2012年被清拆，僅留下一幅不能反映其建築特色的外牆立面。

## 歷史沿革
東方紗廠有限公司於1954年在香港創立，從事棉紗紡織工業，由澳門富商傅老榕，與1940年代末因時局動盪遷港的上海富商萬春先合夥創立。廠房營運初期，內設10,000個紡錘，業務其後一直擴展，到了1973年，紡錘數目及生產量均倍增，生產的紗綫在香港批發之餘，更運往歐洲、非洲、日本、印尼及菲律賓等地，估計曾僱用逾100名工人。紗廠亦是1955年6月正式註冊的香港棉紡業同業公會會員。紗廠於1981年12月結業停產，廠房分租給貿易公司、鞋廠、速遞公司及汽車服務公司等，作為倉庫及辦公室用途。見證了二次世界大戰後香港經濟的成功，亦是香港碩果僅存的紗廠建築物。
東方紗廠地皮在2006年，以9,500萬港元轉讓給港澳地區實業家傅老榕長孫兼富麗華酒店創辦人傅厚澤持有的公司，與毗鄰的好收成空運中心一併劃為「綜合發展區」，並獲批興建3幢34層高的住宅。由於綜合發展區內，不能單獨地盤拆卸重建，令紗廠一直幸免清拆。

## 建築特色

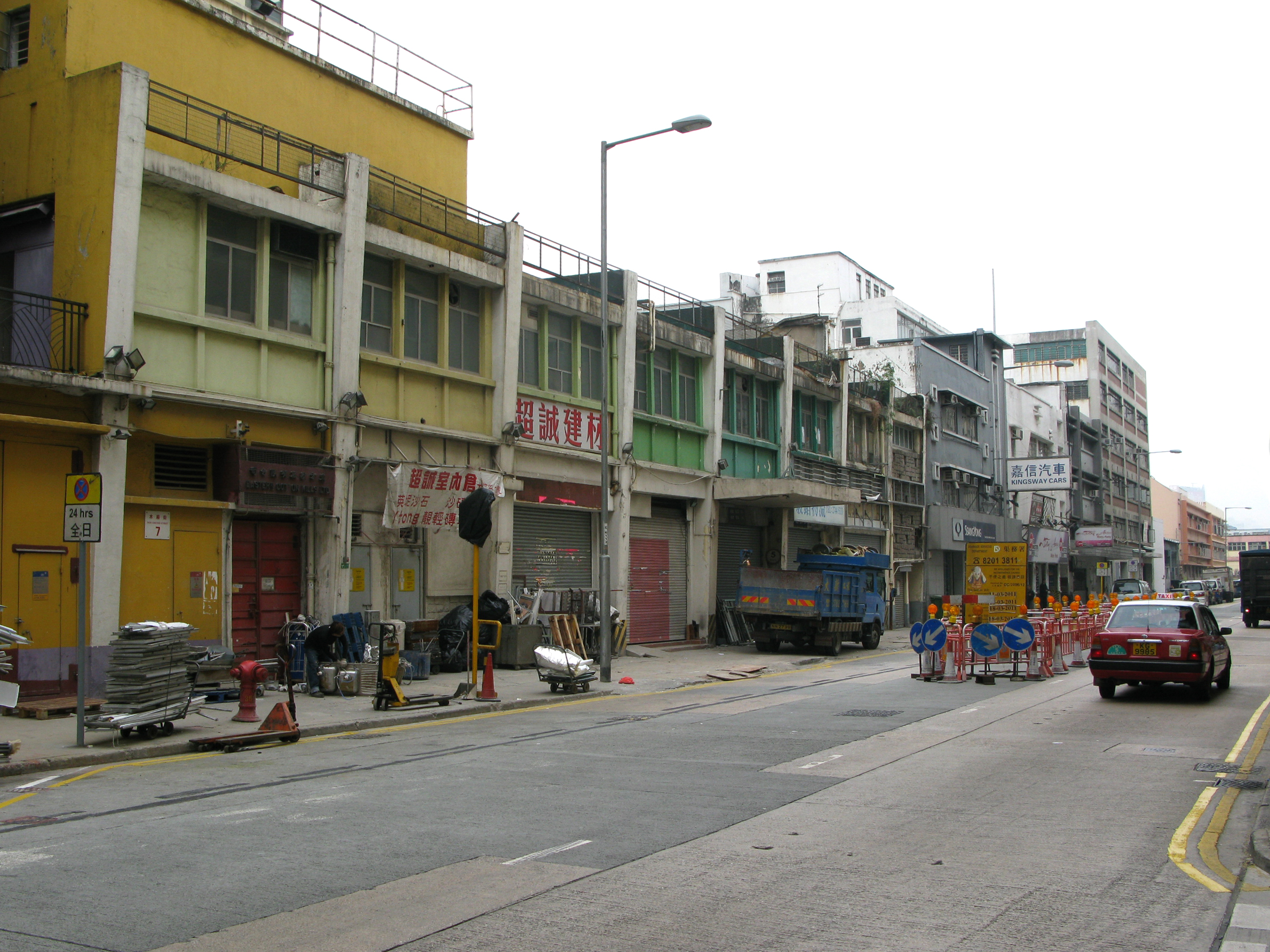
東方紗廠清拆前的低層建築 (2011年)

古物諮詢委員會的《歷史建築物鑒定報告》指，東方紗廠建築風格屬功利主義現代派（Utilitarian Modernist architecture）。其特色為直角設計的玻璃窗，屬於現代建築的獨創，而紗廠一樓排列着細紗機、粗紗架、並條機及梳棉機等機器，另有一部運貨升降機；地下則由倉庫、辦公室、變壓器室及清棉除塵間等組成，亦配備廁所設施。當年紗廠設有只供男員工的宿舍，設有臥室、廁所、淋浴間、餐廳及廚房。

## 保育失敗
古物諮詢委員會在2010年11月10日把東方紗廠列為三級歷史建築，並向業主商討「寓保育於發展」的可行方案，業主遂押後清拆計畫，並特地找來建築師郭志舜研究將建築物活化，併入新發展當中。由於該物業已批建3幢住宅，若然保留廠房，須更改第三座住宅圖則，若然連宿舍都保留，則第一座及第二座均須遷就，業主曾打算復修兩層高平房外牆，重建為住宅入口大堂。不過出售家族物業東方紗廠的傅厚澤，則認為廠房的建造材料粗疏，公開表示紗廠無保育價值，又認為廠內有不少柱位，使用效率不高。市區重建局亦曾計劃將東方紗廠納入九龍區的文物步行徑內，作為「九龍城市區更新」的初步方案。
因涉及規劃和土地契約等複雜問題，政府與業主就保育方案未能達成共識，屋宇署在2012年6月批准業主拆卸申請，最終只保留一幅未能反映紗廠特色的外牆立面，被長春社質疑保育不力。發展局則強調已多次與有關業主聯絡，鼓勵和協助業主保育東方紗廠，而只保留立面，亦符合三級歷史建築定義，但承認沒有為保育方案提供任何財政資助等經濟誘因。

## 外部連結
- 1444幢歷史建築物以外的新項目評估結果，古物古蹟辦事處